# Peter Reheis
 (octobre 2013).
Si vous disposez d'ouvrages ou d'articles de référence ou si vous connaissez des sites web de qualité traitant du thème abordé ici, merci de compléter l'article en donnant les références utiles à sa vérifiabilité et en les liant à la section « Notes et références ».
Peter Reheis (1739-1804) est un architecte originaire d'Arzviller (Moselle) ayant vécu au XVIIIe siècle. Totalement méconnu au sein même de son village natal, il est considéré comme un constructeur de génie en Allemagne et plus particulièrement dans la Sarre[réf. nécessaire].

## Biographie
Le 2 mars 1739 naît à Arzviller le dénommé Peter Reheis, de son vrai nom Johannes Peter Reheis.
Jeune homme, il travaille dans les carrières de grès du village puis devient successivement tailleur de pierre à Maursmünster en Basse-Alsace (Marmoutier, Bas-Rhin) et maçon pour l'architecte Friedrich Stengel à Sarrebruck (Sarre, Allemagne).
Quelques années plus tard, il s'installe outre-Rhin. En 1774, Peter Reheis devient lui-même architecte auprès de la cour des Von Der Leyen, grande famille prussienne de Sarre, et devient l'acteur majeur de l'essor baroque dans la région. En 1786, il obtient le titre de Gräflicher Baudirektor équivalent à la fonction de « Directeur de l'urbanisme, des constructions et architecte de la cour ». Les princes sarrois lui confient la tâche d'embellir leurs principautés, ce qu'il fait en construisant en Allemagne manoirs et églises dont la cathédrale de Blieskastel.
Lors de la Révolution, ses biens sont confisqués par les Français. Il termine sa vie avec sa femme et ses nombreux enfants à Blieskastel dans la Sarre. Il s'essaie alors au métier de commerçant avant de s'éteindre le 3 juillet 1804 à l'âge de 65 ans.